# Coniglio alla ligure
Le coniglio alla ligure (lapin à la ligure en français) est un plat principal originaire de la campagne ligure, en Italie. Il est constitué de lapin aux herbes sauvages, cuisiné au vin blanc vermentino et aux olives taggiasche typiques de la région.

## Histoire
Le coniglio alla ligure est une recette paysanne originaire de l'arrière-pays de Savone, où l'on pratiquait l'élevage du lapin. On utilisait son poil pour fabriquer des chapeaux ; la consommation de sa viande s'est rapidement diffusée dans toute la Ligurie selon cette recette, qui a très peu de variantes.
Elle connait un regain de popularité depuis 2013 grâce au film La grande bellezza de Paolo Sorrentino. Dans la scène du dîner donné en l'honneur d'une religieuse, le cardinal Bellucci, interrogé par ses convives sur la spiritualité, répond, de façon totalement décalée, par des suggestions de recette, dont une qu'il détaille ainsi : « Douze morceaux [de lapin] bien revenus, thym, laurier, romarin, vin rouge, olives taggiasche : voici le lapin à la ligure. »

## Recette
Hacher finement les herbes aromatiques (1 tige de romarin, 6 feuilles de sauge, 4 feuilles de laurier, 2 brins de marjolaine, 2 branches de thym), sauf le laurier.
Déposer les herbes dans une cocotte avec 6 cuillères à soupe d'huile d'olive, 3 gousses d'ail écrasées et le lapin coupé en morceaux. Laisser revenir à feu moyen et remuer.
Déglacer avec 1 verre de vin blanc sec, saler, poivrer, couvrir et laisser cuire à feu doux 30 à 40 minutes en retournant les morceaux de lapin de temps en temps pour avoir une cuisson uniforme.
Ajouter 25 olives taggiasche (ou des olives de Nice) et 30 g de pignons de pin, laisser cuire encore 10 minutes.

## Variantes
Il est possible d'ajouter des pistaches grillées et concassées pour donner du croquant à la recette.
La recette peut intégrer des pâtes (tagliatelles, pappardelle, mafaldine…) qui sont assaisonnées directement dans le plat de lapin : une fois la cuisson terminée, les morceaux de lapins sont désossés et la chair effilochée est remise dans la cocotte ; les pâtes sont cuites al dente, puis versées, aussitôt sorties de l'eau, dans la sauce avec la viande. Un filet d'huile d'olive est ajouté avant de servir.